# Sweet Children (EP)
Sweet Children volt a címe a Green Day harmadik középlemezének. A lemez neve azonos Billie Joe Armstrong és Mike Dirnt első közös bandájának nevével.

## Dalok

### A oldal
1. "Sweet Children" – 1:41
2. "Best Thing in Town" – 2:03

### B oldal
1. "Strangeland" – 2:08
2. "My Generation" (Pete Townshend) – 2:19